# Portrait de Sir Henry Wyatt
Le Portrait de Sir Henry Wyatt est un tableau réalisé en 1528 par le peintre bâlois d'origine allemande Hans Holbein le Jeune. De format vertical, cette détrempe, exécutée sur un panneau de chêne, est le portrait à mi-corps d'Henry Wyatt, conseiller d'Henri VIII né vers 1460. Achetée par Louis XIV à Everhard Jabach en 1671, elle est conservée au musée du Louvre, à Paris, en France.